# I regni di Darkover
I regni di Darkover (Thendara House, 1983) è un romanzo ambientato sul pianeta Darkover, a metà fra la fantascienza e il fantasy, scritto da Marion Zimmer Bradley e pubblicato per la prima volta in Italia nel 1990.
È uno dei romanzi del Ciclo di Darkover.

## Trama
Dopo il nuovo contatto con i terrestri, inizia su Darkover un complicato reinserimento di quella società feudale in una più complessa realtà galattica e Federale. Le prime ad accettare questa nuova realtà sono proprio le Libere Amazzoni di Darkover, che si ingegnano assieme ai terrestri per rendere Darkover un mondo più vivibile per tutti.
Nasce così un rapporto speciale fra Magda Lorne, figlia di due dei riscopritori di Darkover e l'Amazzone Jaelle n'ha Melora. Due donne intraprendenti e forti, che si troveranno invischiate negli importanti eventi che stanno rapidamente mutando il loro mondo, come il Circolo Rinnegato della Torre Proibita (vedi anche: La torre proibita e L'esiliato di Darkover).

## Premi
- Finalista al Prometheus Award nel 1984.[1]

## Edizioni
- Marion Zimmer Bradley, I regni di Darkover, traduzione di Riccardo Valla, TEA, 1990,  pp. 350, cap. 18, ISBN 88-7819-145-0.